# Aptilotus nigriphallus
Aptilotus nigriphallus är en tvåvingeart som beskrevs av Marshall och Smith 1990. Aptilotus nigriphallus ingår i släktet Aptilotus och familjen hoppflugor.
Artens utbredningsområde är Ontario. Inga underarter finns listade i Catalogue of Life.